# Neurhermes maculipennis
Neurhermes maculipennis är en insektsart som först beskrevs av G. Gray in Cuvier 1832.  Neurhermes maculipennis ingår i släktet Neurhermes och familjen Corydalidae. Inga underarter finns listade i Catalogue of Life.